# Штютценгрюн
Штютценгрюн (нім. Stützengrün) — громада в Німеччині, розташована в землі Саксонія. Входить до складу району Рудні Гори.
Площа — 28,36 км2. Населення становить 3104 ос. (станом на 31 грудня 2020).